# Ґустав Вілбасте
Ґустав Вілбасте, ест. Gustav Vilbaste (до 1935 Ґустав Вільберг, ест. Gustav Vilberg; *3 вересня 1885, Хааваканну — †21 лютого 1967, Таллінн) — естонський ботанік.